# Het graf van Ronjar
Het graf van Ronjar is het zevenentwintigste stripverhaal uit de reeks van De Rode Ridder. Het is geschreven door Willy Vandersteen en getekend door Frank Sels. De eerste albumuitgave was in 1965.

## Het verhaal
Terwijl Johan en Lancelot Deirdre het hof maken komen enkele rondetafelridders terug met een rijkelijk versierde hoorn behaald op de kobolden. De drinkhoorn blijkt echter eigendom te zijn van Ronjar, de vader van Deirdre. Als hieruit wordt geconcludeerd dat Ronjar gestorven moet zijn, besluit Deirdre terug te gaan om haar vader op te volgen. Johan en Lancelot vergezellen haar. Tijdens de zoektocht naar de scepter, een vereiste om te kunnen regeren, krijgen ze niet alleen te kampen met kobolden en wedijverende Vikings maar ook met hun gevoelens voor Deirdre. Uiteindelijk slagen zij erin hun vijanden te verslaan, hun vriendschap terug te versterken en Deirdre op de troon te helpen.